# Дюнное
Дюнное (Ибенхорст) — посёлок в Славском районе Калининградской области, входит в состав муниципального образования Ясновское сельское поселение.

## География
Расположен в дельте реки Неман в 13 км северо-западнее Ясного.

## Население
| 2002 | 2010 |
| ---- | ---- |
| 27   | ↘4   |

По состоянию на 14 октября 2010 года население составляло 4 жителя.

## История
Название от скалистой местности и происходит от старопрусского «akmenis» — камень, скала, валуны или от Куршинского «из камня» — «akmins».
В районе населённого пункта издавна было популярна охота, в которых в разное время принимали участие в том числе прусский принц Фридрих Карл, кронпринц, будущий император Германии Фридрих III, прусский принц Альбрехт, Баварский принц Леопольд, принц Вильгельм, будущий Кайзер Германии Вильгельм II, австрийский принц Рудольф, принц Хайнрих.
В 1946 году Ибенхорст переименован в посёлок Дюнное.